# Melissa (vírus de computador)

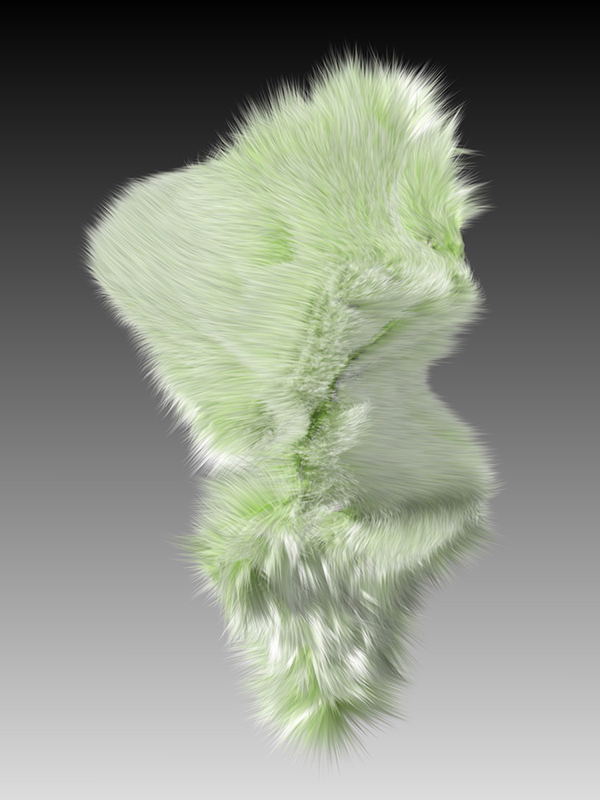
MELISSA (vírus de computador)

Melissa ou W97M/Melissa é um vírus de macro que tornou-se manchete de tecnologia em março de 1999. Projetado para infectar documentos Word, se espalhou rapidamente e forçou empresas como Intel e Microsoft, entre outras, a fechar seus sistemas de e-mail para conter a praga que se disseminava via e-mail. O vírus, além de se enviar pela Internet, modificava documentos do Word colocando falas do programa de televisão Os Simpsons. Causou danos estimados em US$ 300 milhões a US$ 600 milhões.
Alegadamente o nome de uma garota que trabalhava como stripper no estado da Flórida, nos Estados Unidos. O vírus Melissa foi o primeiro que pôde se espalhar rapidamente de um computador para outro sem requisitar ação alguma por parte do usuário. Ele se disseminava para outros cinquenta computadores buscando os contatos registrados na lista de e-mails.
Esse tipo de vírus é do tipo vírus de macro (ou macro-virus) que se dissemina através da internet. O usuário recebe um e-mail com um arquivo do Word (.doc) anexado. Quando o usuário abre o arquivo, o vírus Melissa se instala no computador e logo em seguida procura pela lista de endereços do e-mail do usuário infectado e envia para os primeiros 50 e-mails uma mensagem com o seguinte assunto: “Important Message From” e o nome do usuário da maquina anteriormente infectada.